# Cydowicze
Cydowicze, Cidowicze (biał. Цідовічы, ros. Цидовичи) – wieś na Białorusi, w obwodzie grodzieńskim, w rejonie grodzieńskim, w sielsowiecie Hoża.
W dwudziestoleciu międzywojennym wieś leżała w Polsce, w województwie białostockim, w powiecie grodzieńskim, w gminie Hoża.
Według Powszechnego Spisu Ludności z 1921 roku wieś zamieszkiwało 256 osób, 244 było wyznania rzymskokatolickiego, 12 prawosławnego. Wszyscy mieszkańcy zadeklarowali polską przynależność narodową. Było tu 48 budynków mieszkalnych.
Cydowicze podlegały pod Sąd Grodzki i Okręgowy w Grodnie, najbliższy urząd pocztowy mieścił się także w Grodnie. Wieś należała do parafii katolickiej świętych apostołów Piotra i Pawła w Hoży i parafii prawosławnej w Grodnie.